# Leptogomphus pasia
Leptogomphus pasia – gatunek ważki z rodziny gadziogłówkowatych (Gomphidae).